# McCammon
McCammon és una població dels Estats Units a l'estat d'Idaho. Segons el cens del 2000 tenia 805 habitants.

## Demografia
Segons el cens del 2000, McCammon tenia 805 habitants, 271 habitatges, i 213 famílies. La densitat de població era de 218,9 habitants/km².
Dels 271 habitatges en un 40,2% hi vivien nens de menys de 18 anys, en un 67,9% hi vivien parelles casades, en un 8,1% dones solteres, i en un 21,4% no eren unitats familiars. En el 19,2% dels habitatges hi vivien persones soles el 9,6% de les quals corresponia a persones de 65 anys o més que vivien soles. El nombre mitjà de persones vivint en cada habitatge era de 2,97 i el nombre mitjà de persones que vivien en cada família era de 3,45.
Per edats la població es repartia de la següent manera: un 33,2% tenia menys de 18 anys, un 9,4% entre 18 i 24, un 23,1% entre 25 i 44, un 21,7% de 45 a 60 i un 12,5% 65 anys o més.
L'edat mediana era de 30 anys. Per cada 100 dones de 18 o més anys hi havia 96,4 homes.
La renda mediana per habitatge era de 32.500 $ i la renda mediana per família de 40.833 $. Els homes tenien una renda mediana de 35.078 $ mentre que les dones 20.750 $. La renda per capita de la població era de 14.323 $. Aproximadament el 5,5% de les famílies i el 8,9% de la població estaven per davall del llindar de pobresa.

## Poblacions més properes
El següent diagrama mostra les poblacions més properes.